# Saúdskoarabská fotbalová reprezentace
Saúdskoarabská fotbalová reprezentace reprezentuje Saúdskou Arábii na mezinárodních fotbalových akcích, jako je mistrovství světa nebo Mistrovství Asie ve fotbale.

## Mistrovství světa

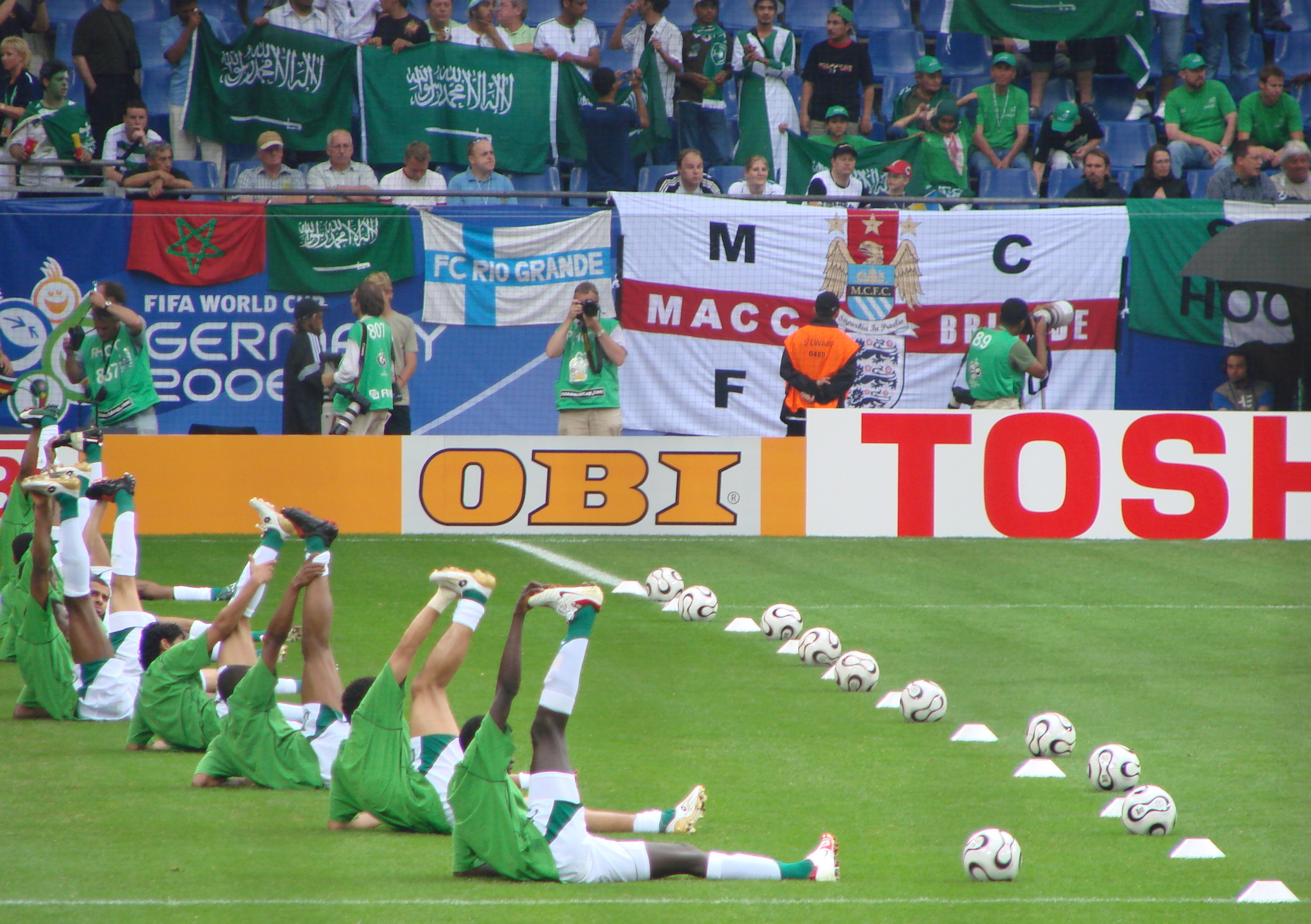
Rozcvička hráčů Saúdské Arábie před zápasem s Ukrajinou na mistrovství světa ve fotbale 2006 (19. června 2006)

Seznam zápasů saúdskoarabské fotbalové reprezentace na MS
| Rok    | Účast                                           | Soupisky |
| ------ | ----------------------------------------------- | -------- |
| 1962   | Bez účasti                                      |          |
| 1966   | Bez účasti                                      |          |
| 1970   | Bez účasti                                      |          |
| 1974   | Bez účasti                                      |          |
| 1978   | Nepostoupili z kvalifikace                      |          |
| 1982   | Nepostoupili z kvalifikace                      |          |
| 1986   | Nepostoupili z kvalifikace                      |          |
| 1990   | Nepostoupili z kvalifikace                      |          |
| 1994   | Vyřazení v osmifinále Švédskem                  | Soupiska |
| 1998   | nepostoupili ze skupiny                         | Soupiska |
| 2002   | nepostoupili ze skupiny                         | Soupiska |
| 2006   | nepostoupili ze skupiny                         | soupiska |
| 2010   | Nepostoupili z kvalifikace                      |          |
| 2014   | Nepostoupili z kvalifikace                      |          |
| 2018   | nepostoupili ze skupiny                         | Soupiska |
| 2022   | nepostoupili ze skupiny                         | Soupiska |
| Celkem | Účast – 6× Zlato – 0×, Stříbro – 0×, Bronz – 0× |          |